# 嶺村
嶺村（みねむら）は、かつて新潟県東頸城郡にあった村。

## 沿革
- 1889年（明治22年）4月1日 - 町村制施行に伴い東頸城郡嶺村が村制施行し、嶺村が発足。
- 1901年（明治34年）11月1日 - 東頸城郡旭村と合併し、旭村を新設して消滅。